# Boris Završnik
Boris Završnik, slovenski gospodarstvenik, *  24. januar 1951, Celje.

## Življenje in delo
Med študijem je deloval v ZSMS. Po diplomi na mariborski Višji pravni šoli (1979) je bil najprej vodja kadrovske službe v podjetju Ikom v Šmarju pri Jelšah, nato direktor kadrovsko-splošne službe v Zdravilišču Rogaška Slatina (1979-1983) in direktor zdravilišča »Atomske toplice« (zdaj Terme Olimia) v Podčetrtku. Leta 1999 je nastopil službo direktorja podružnice Nove Ljubljanske banke v Celju.